# Urdolmen von Neu Gaarz

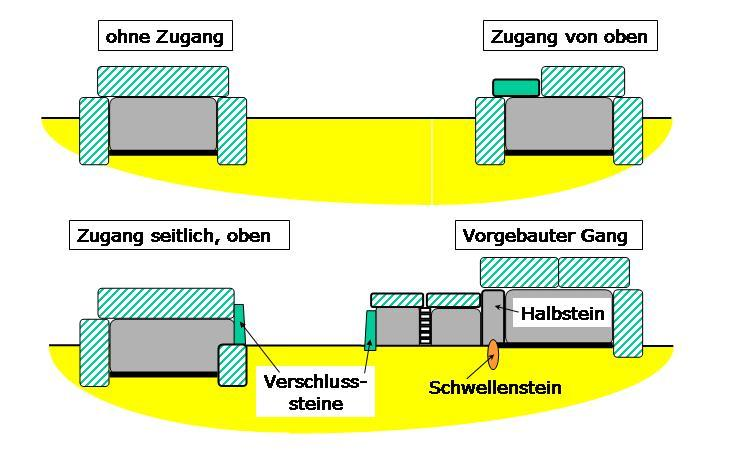
Entwicklung von der Blockkiste (oben links) zum Urdolmen mit Gang (unten rechts), wie er in Neu Gaarz steht

Beim Urdolmen von Neu Gaarz in der Gemeinde Rerik im Landkreis Rostock in Mecklenburg-Vorpommern handelt es sich um einen nord-süd orientierten Dolmen mit 1,9 m langem Gang mit der Sprockhoff-Nr. 326. Die Anlage entstand zwischen 3500 und 2800 v. Chr. als Megalithanlage der Trichterbecherkultur (TBK) und liegt auf einem Feld an der Straße von Rerik zum Ortsteil Meschendorf, etwa 1,2 km hinter Rerik.
Die Kammer der Megalithanlage von Neu Gaarz ist mit 2,8 m Länge, 1,5 m Breite und 1,3 m Höhe für einen Urdolmen, der durch die Seitenlage seiner Tragsteine gekennzeichnet wird, außergewöhnlich groß (der größte bekannte Urdolmen).
Der für Urdolmen ungewöhnlich lange, schräg angesetzte Gang stellt ebenfalls eine Besonderheit dar. Er ist 1,9 m lang, etwa 0,8 m breit und ebenso hoch und bestand aus vier Trag- und zwei Decksteinen, die heute neben dem Gang liegen. Ursprünglich waren Kammer und Gang von einem runden Rollsteinhügel bedeckt. Auf dem einzigen Deckstein der Kammer sind acht und auf einem der drei Tragsteine sind 12 Schälchen eingearbeitet.
Bei der archäologischen Untersuchung im Jahre 1967 durch Ewald Schuldt wurden unter anderem sechs Scherben, zwei Klingen, zwei Querschneider, ein Schultergefäß und ein Flachbeil gefunden.

## Siehe auch

Urdolmen von Neu Gaarz
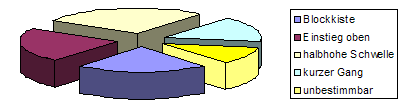
Bauweise der 18 von E. Schuldt untersuchten Urdolmen
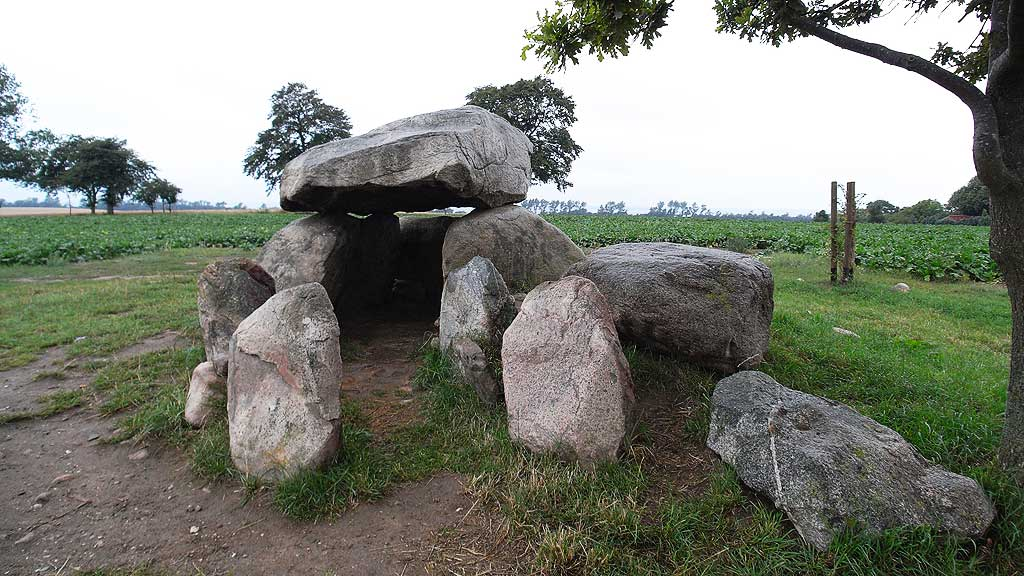
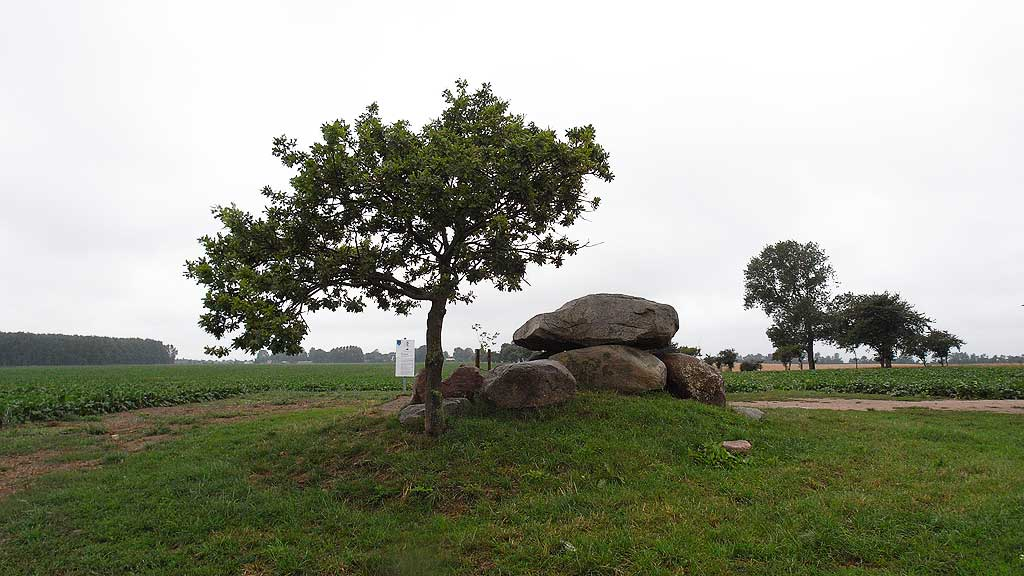
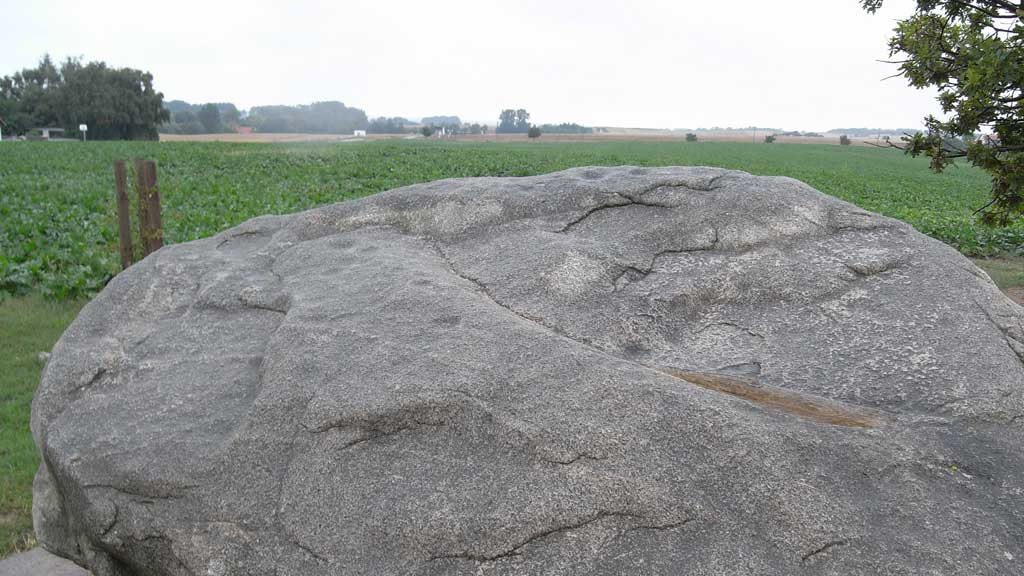
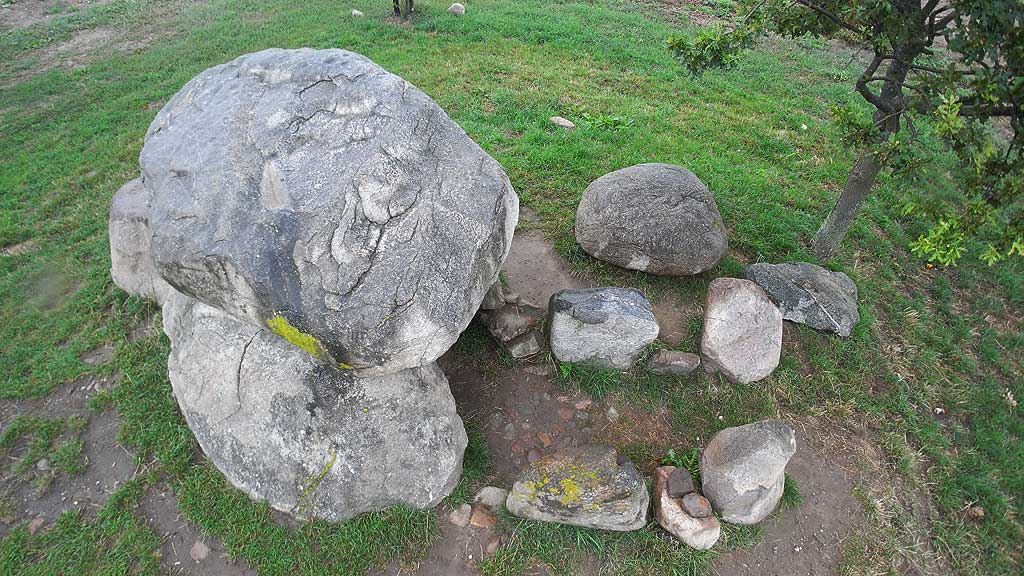
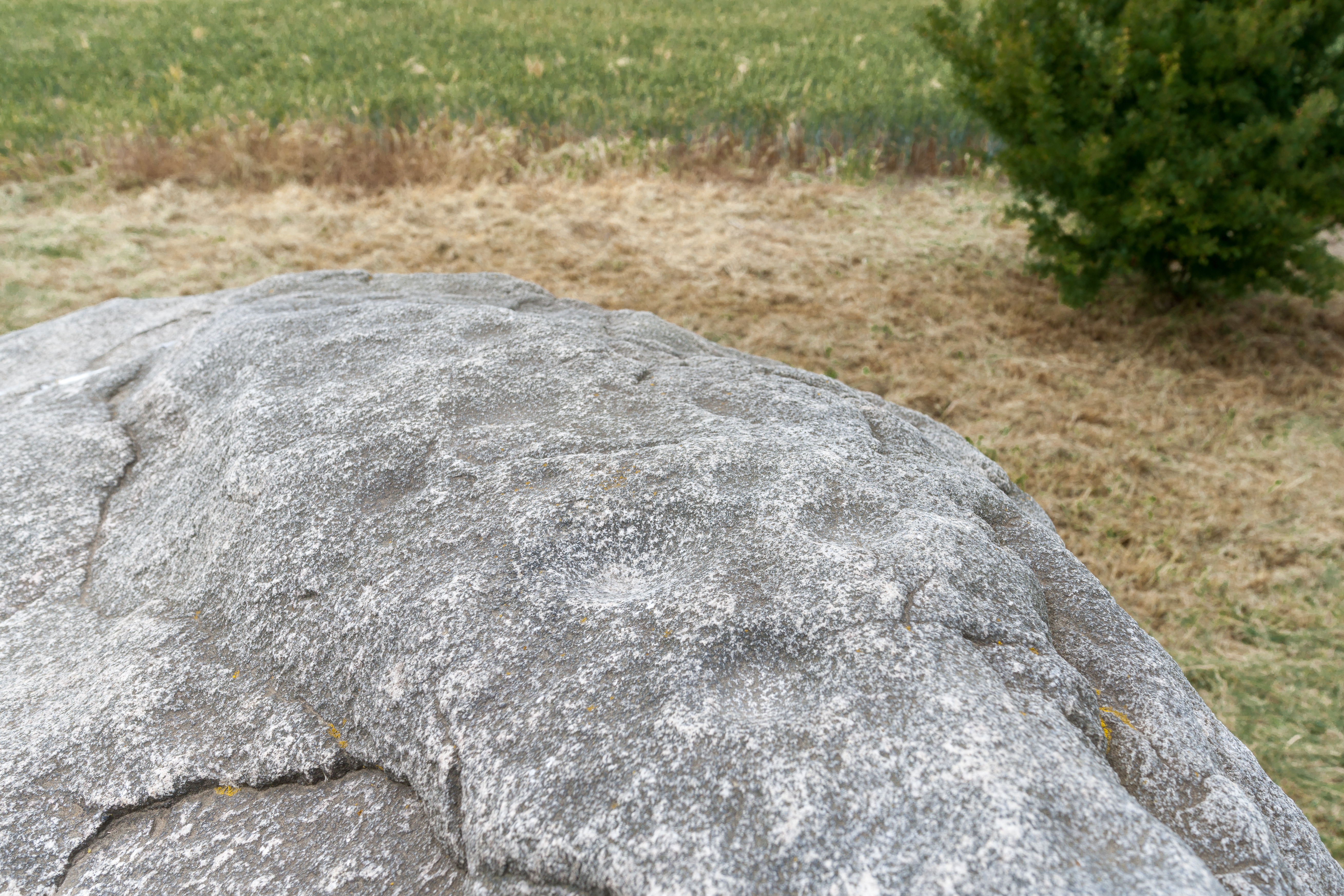
Schälchen auf dem Deckstein
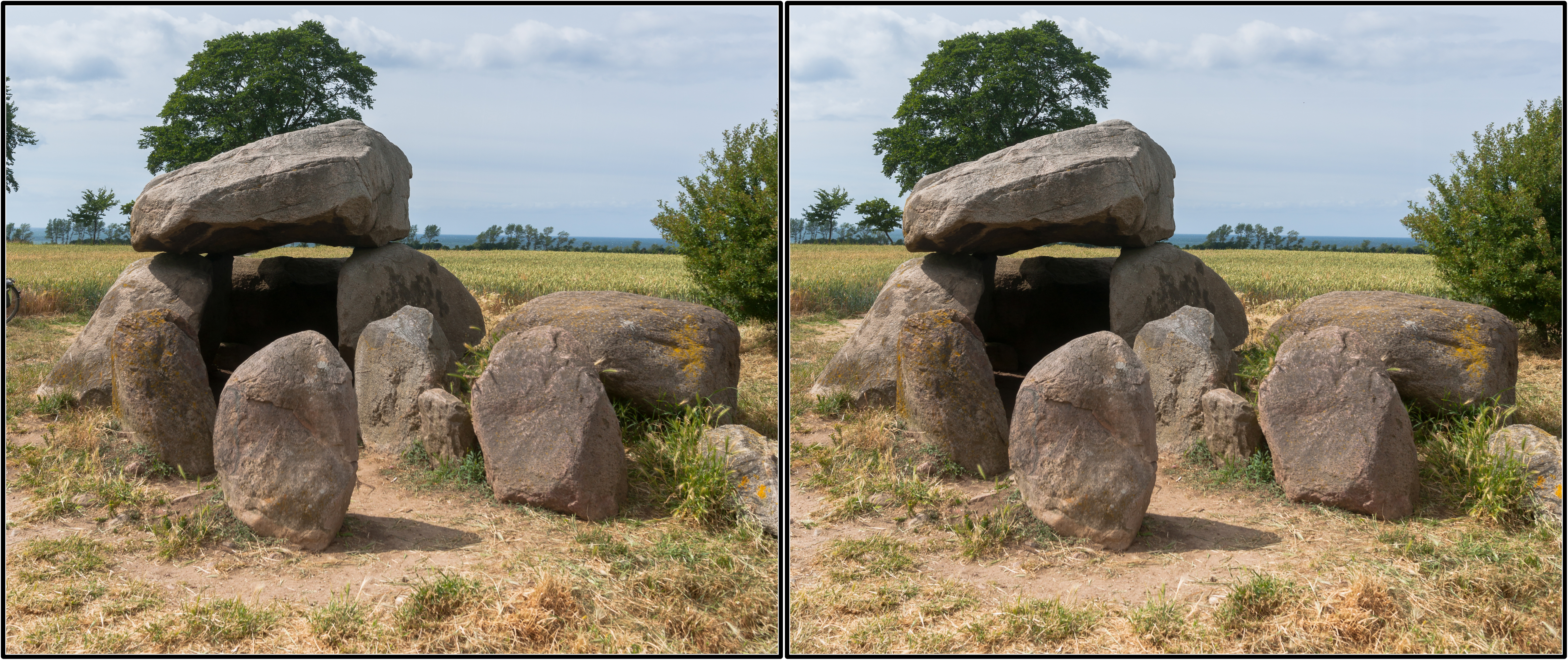
Stereoansicht des Dolmens (Kreuzblick)